# Giles Scott-Smith

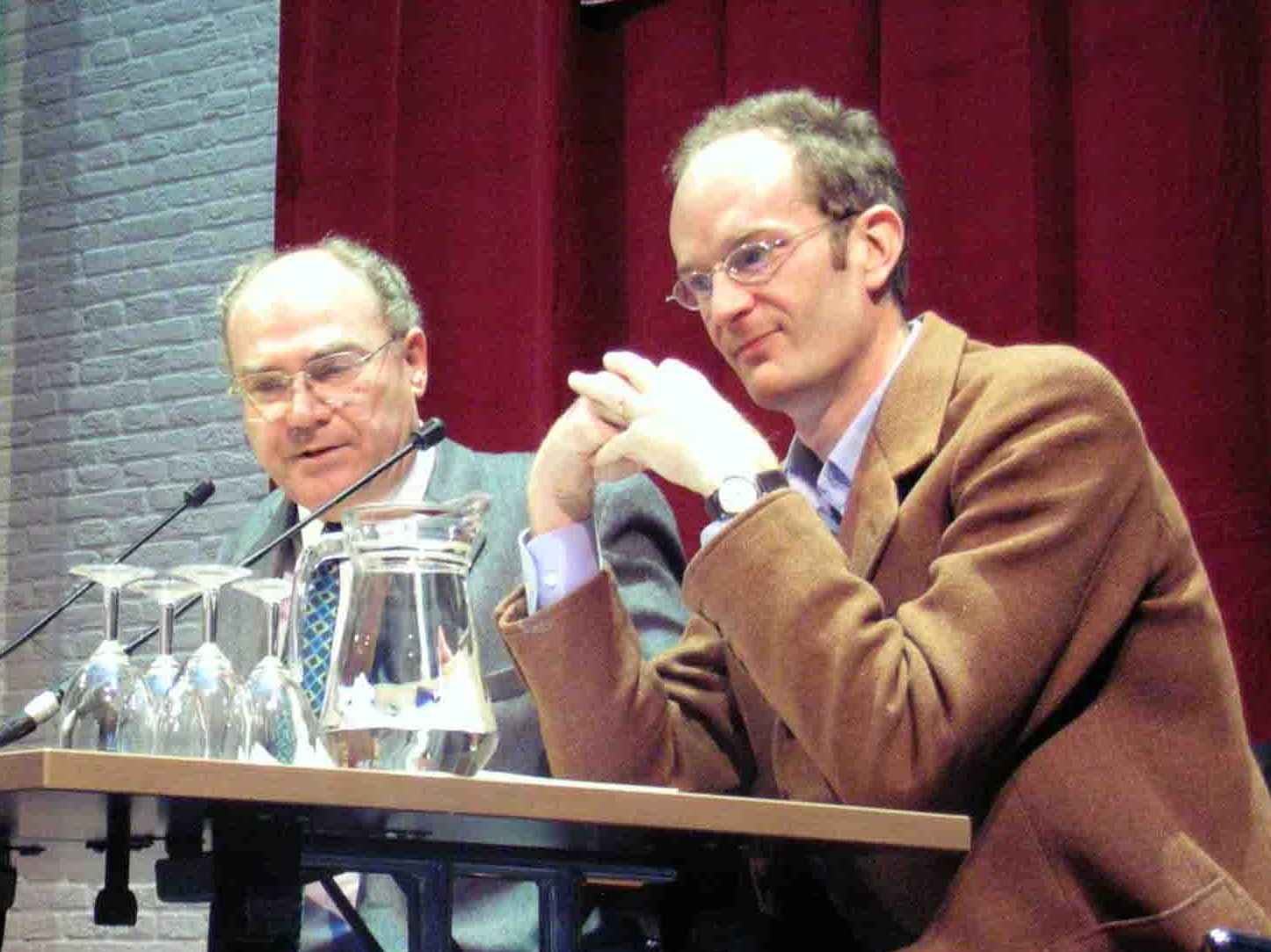
Giles Scott-Smith (rechts) tijdens een boekpresentatie in 2005

Giles Scott-Smith (High Wycombe, 1968) is een Engels historicus en hoogleraar. Scott-Smith woont sinds 1996 in Nederland en is tegenwoordig onderzoeker aan het Roosevelt Study Center in Middelburg en hoogleraar diplomatieke geschiedenis aan de Universiteit van Leiden. Tot 2012 gaf hij ook les aan de Roosevelt Academy (tegenwoordig het University College Roosevelt) in Middelburg.
Veel van Scott-Smiths onderzoek is gerelateerd aan het concept van het 'transnationale trans-Atlantische': de overheids- en non-gouvernmentele verbanden tussen Noord-Amerika en Europa sinds de Tweede Wereldoorlog, met name tijdens de Koude Oorlog. Zijn meest recente monografie was Western Anti-Communism and the Interdoc Network: Cold War Internationale (2012).